# Rhabdoblatta proximata
Rhabdoblatta proximata är en kackerlacksart som först beskrevs av Bruijning 1948.  Rhabdoblatta proximata ingår i släktet Rhabdoblatta och familjen jättekackerlackor. Inga underarter finns listade i Catalogue of Life.